# James M. Kelly
James McNeal "Vegas" Kelly, född 14 maj 1964 i Burlington, Iowa, är en amerikansk astronaut uttagen i astronautgrupp 16 den 5 december 1996.

## Rymdfärder
- Discovery - STS-102
- Discovery - STS-114